# Хаминкелн
Хаминкелн (њем. Hamminkeln) град је у њемачкој савезној држави Северна Рајна-Вестфалија. Једно је од 12 општинских средишта округа Везел. Према процјени из 2010. у граду је живјело 27.780 становника. Посједује регионалну шифру (AGS) 5170012, NUTS (DEA1F) и LOCODE (DE HKL) код.

## Географски и демографски подаци
Хаминкелн се налази у савезној држави Северна Рајна-Вестфалија у округу Везел. Град се налази на надморској висини од 21 метра. Површина општине износи 164,4 km². У самом граду је, према процјени из 2010. године, живјело 27.780 становника. Просјечна густина становништва износи 169 становника/km².

## Међународна сарадња
| Мјесто       | Држава               | Врста сарадње | Од    |
| ------------ | -------------------- | ------------- | ----- |
| Сеџфилд      | Уједињено Краљевство | партнерство   | 1982. |
| Хмјелно      | Пољска               | партнерство   | 1998. |
| Салце Ирпина | Италија              | контакт       | 2000. |
| Извор        |                      |               |       |